# Environmental Sciences Europe
Environmental Sciences Europe es una revista científica revisada por pares que cubre todos los aspectos de la ciencia ambiental. Se estableció en 1989 como Umweltwissenschaften und Schadstoff-Forschung (Alemán para "La ciencia ambiental y la investigación de la contaminación"), obteniendo su nombre actual en 2011. Es publicada por Springer Science+Business Media y el editor en jefe es Henner Hollert (RWTH Aachen Universidad). Desde 2011, la revista es de acceso abierto.

## Resumen e indexación
La revista está resumida e indexada en:
- Academic OneFile
- Aquatic Sciences and Fisheries Abstracts
- Biological Abstracts
- BIOSIS Previews
- CABI
- Current Awareness in Biological Sciences
- Chemical Abstracts Service
- Expanded Academic
- GeoRef
- Global Health
- INIS Atomindex
- International Bibliography of Periodical Literature
- Scopus

## Controversias
En junio de 2014, ESE volvió a publicar el artículo retractado en cuestión en el asunto Séralini, que se había publicado originalmente en Food and Chemical Toxicology en septiembre de 2012 y luego se retractó en noviembre de 2013.